# Мођо ди Сото (Удине)
Мођо ди Сото је насеље у Италији у округу Удине, региону Фурланија-Јулијска крајина.
Према процени из 2011. у насељу је живело 1142 становника. Насеље се налази на надморској висини од 320 м.